# 風の谷のナウシカの年表
風の谷のナウシカの年表（かぜのたにのナウシカのねんぴょう）では、宮崎駿の漫画・『風の谷のナウシカ』の架空の出来事を年表形式に掲載する。アニメ映画版とも一部は重複する。
作品中、暦が登場しない。よって、年代を「○○年前」という形式で記述する。

## 前史

### 2000年前
- ユーラシア大陸の西のはずれに産業文明が出現して、数百年をかけて全世界に広がる。

### 1000年前
- 産業文明が繁栄の絶頂に達するも、最終戦争「火の七日間」が勃発。巨神兵によって世界は破壊し尽くされ、旧人類はほぼ滅亡する[1]。

### 300年前
- 旧文明の技術を残していた大国、エフタル王国が王位継承戦争と蟲の暴走（大海嘯）によって大半が腐海に没し滅亡。生き残った土地と民は「風の谷」や「ペジテ市」などの辺境諸国を形成する。

### 200年前
- 後の初代神聖皇帝が偶然、旧文明の遺跡である庭園とその主の元を訪れ、そこに旧文明のすべてが残されていることを知る。やがて彼は救世を志して庭園を去り「土王」クルバルカ家を滅ぼし土鬼諸侯連合の初代神聖皇帝となる。